# Anthony LaPaglia
Anthony M. LaPaglia (Adelaide, 31 januari 1959) is een Australisch acteur van Italiaans-Nederlandse afkomst. Hij won in 2004 een Golden Globe voor zijn rol in Without a Trace, waarin hij 160 afleveringen Jack Malone speelde. Daarnaast werden hem meer dan vijf andere acteerprijzen toegekend, waaronder een Emmy Award voor zijn gastrol als Simon Moon in Frasier.
Hoewel LaPaglia uit Australië komt, spreekt hij in de meerderheid van zijn rollen met een Amerikaans accent. Behalve in films, acteert hij ook in het theater. Zo won hij in 1998 een Tony Award voor zijn rol in het toneelstuk A View from the Bridge.
LaPaglia debuteerde in 1987 op het witte doek als Spooky in de Amerikaanse actie-thriller Cold Steel. Sindsdien speelde hij meer dan veertig filmrollen, meer dan 55 inclusief die in televisiefilms. Voor LaPaglia tot de vaste cast van Without a Trace behoorde, verscheen hij al als wederkerend personage in Frasier (als Simon Moon) en eerder nog in Murder One (als Jimmy Wyler).
LaPaglia trouwde in 1998 met actrice Gia Carides, die in 2001 samen met hem in de tragikomedie Jack the Dog speelde. Samen kregen ze in 2003 dochter Bridget.

## Filmografie
*Exclusief 10+ televisiefilms
| - Elvis (2022) - Holding the Man (2015) - A Month of Sundays (2015) - Balibo (2009) - $9.99 (2008) - Happy Feet (2006, stem) - Played (2006) - The Architect (2006) - Winter Solstice (2004) - Spinning Boris (2003) - Happy Hour (2003) - Manhood (2003) - Analyze That (2002) - The Guys (2002) - I'm with Lucy (2002) - Dead Heat (2002) - The Salton Sea (2002) - The Bank (2001) - Lantana (2001) - Jack the Dog (2001) - Autumn in New York (2000) - The House of Mirth (2000) - Looking for Alibrandi (2000) - Company Man (2000) | - Sweet and Lowdown (1999) - Summer of Sam (1999) - Phoenix (1998) - The Repair Shop (1998) - Commandments (1997) - Brilliant Lies (1996) - Trees Lounge (1996) - Chameleon (1996) - Empire Records (1995) - Mixed Nuts (1994) - Killer (1994) - Lucky Break (1994) - The Client (1994) - The Custodian (1993) - So I Married an Axe Murderer (1993) - Innocent Blood (1992) - Whispers in the Dark (1992) - 29th Street (1991) - One Good Cop (1991) - He Said, She Said (1991) - Betsy's Wedding (1990) - Mortal Sins (1989) - Slaves of New York (1989) - Cold Steel (1987) |

## Televisieseries
*Exclusief eenmalige gastrollen
- Without a Trace - Jack Malone (2002-2009, 160 afleveringen)
- Frasier - Simon Moon (2000-2004, acht afleveringen)
- Murder One - Jimmy Wyler (1996-1997, achttien afleveringen)